# M6 Boutique (chaîne de télévision)
Pour les articles homonymes, voir M6 Boutique.
 (juillet 2014).
M6 Boutique est une chaîne de télévision française de télé-achat privée créée et détenue par le Groupe M6 ayant émis entre 1998 et 2020.

## Historique
En 1988, M6 et Home Shopping Service créent l'émission de télé-achat M6 Boutique, à l'image de ce qui se fait sur TF1 avec le Téléshopping.
Le 19 mai 1998, Home Shopping Service lance la chaîne Club Téléachat, diffusée sur le câble et le satellite, qui se veut le prolongement de l'émission M6 Boutique. Le Groupe M6 entend ainsi développer la société de vente par correspondance Home Shopping Service qu'il vient d'acquérir et qui produit aussi M6 Boutique.
En 2002, le Groupe M6 se porte candidat pour la première fois pour la diffusion d'une chaîne de télé-achat sur la TNT gratuite, mais le CSA refuse la diffusion de télé-achat sur la TNT.
Le 25 mars 2004, la chaîne est rebaptisée M6 Boutique La Chaîne pour capitaliser sur le nom fort de l'émission éponyme.
Le 31 mars 2005, la chaîne propose sa candidature pour la deuxième fois pour la diffusion sur TNT gratuite, mais le CSA ne retient pas le projet.
La chaîne est rebaptisée M6 Boutique & Co le 29 novembre 2010. Elle émet désormais au format 16/9.
Le 12 mars 2012, la chaîne se porte candidate pour la troisième fois pour la diffusion sur la TNT gratuite, le CSA retient un temps le projet avant de finalement retenir le projet TVous La Télédiversité, devenu Numéro 23 puis RMC Story.
En 2016, la chaîne est renommée M6 Boutique.
Le Groupe M6 annonce que M6 Boutique cessera d'émettre le 1er juillet 2020, le modèle économique n'étant plus rentable en raison des coûts de diffusion qu'elle représente.
Best of Shopping a également définitivement cessé la diffusion de ses programmes avec M6 Boutique, le même jour.

## Logos de M6 boutique

Logo de Club Téléachat du 19 mai 1998 à 2004
Logo de M6 Boutique La Chaîne de 2004 à décembre 2010
Logo de M6 Boutique & Co de décembre 2010 à août 2016
Logo de M6 Boutique d'août 2016 au 1er juillet 2020

## Organisation

### Capital
M6 Boutique est détenue à 100 % par le Groupe M6 depuis le 19 mai 1998.

## Programmes
M6 Boutique est entièrement consacrée au télé-achat. Depuis le 25 mars 2004, la chaîne propose une nouvelle grille de programmes avec huit heures de direct par jour.

## Diffusion
M6 Boutique est alors disponible sur Canal+, Fransat, le câble en France, en Belgique et en Suisse (Genève et Valais sur le réseau câblé Naxoo depuis le 5 mai 2008), ainsi qu'en ADSL. Elle est aussi diffusée sur la TNT luxembourgeoise sur le canal 21 de l'émetteur de Dudelange, en direction de la Lorraine, jusqu'au 1er mai 2016 où elle a été remplacée par RTL 8.
Elle a été reçue par 6 millions de foyers en France et a une audience de moins de 1 %.

## M6 Boutique (émission de télévision)
M6 Boutique, Paris Première Boutique, Téva Boutique, 6ter Boutique et W9 Boutique sont diffusées sur leurs chaînes respectives (M6, Paris Première, Téva, 6ter et W9) qui diffusent les mêmes programmes que sur M6 Boutique.

## Animateurs
(juillet 2016).
- Pierre Dhostel
- Valérie Pascal
- Aurélie Bargème
- Thierry Debrune
- Stéphane Jobert
- Philippe Moreau
- Laurence Peraud
- Marie-Béatrice Dardenne
- Susana Poveda
- Valérie Ballesteros
- Anne Riquel
- Guillaume Eustache
- Jean-Philippe Doux
- Agostinho Pinto (Il est resté pendant un an en tant que présentateur avec Sébastien Cauet en 2003)